# Xã Backus, Michigan
Xã Backus (tiếng Anh: Backus Township) là một xã thuộc quận Roscommon, tiểu bang Michigan, Hoa Kỳ. Năm 2010, dân số của xã này là 330 người.